# Икономика на Армения
Икономиката на Армения е развиваща се отворена пазарна икономика.
Най-изнасяните продукти са мед, тютюн, спиртни напитки и злато.

## Основни страни партньори

### партньори за износ
- Русия 22%
- Швейцария 20%
- Китай 6,58%
- България 6,22%

### партньори за внос
- Русия 33,3%
- Китай 12,3%
- Иран 6,59%
- Германия 5,13%

## Енергетика
През 2017 г. производството на минната промишленост нарасна с 14,2% до 172 милиарда драма по текущи цени и достигна 3,1% от БВП на Армения.
През 2019 г. Армения е произвела 7,7 TWh електроенергия, от които природният газ покрива 40% (3,0 TWh), водната енергия 31% (2,4 TWh) и ядрената 29% (2,2 TWh). В Кавказкия регион Армения е единствената страна, произвеждаща ядрена енергия. 